# Luppy
Luppy ist eine französische Gemeinde mit 588 Einwohnern (Stand 1. Januar 2022) im Département Moselle in der Region Grand Est (bis 2015 Lothringen). Sie gehört zum Arrondissement Metz.

## Geographie
Luppy liegt in Lothringen, 22 Kilometer südöstlich von Metz und zwölf Kilometer südlich von Pange, auf halbem Weg zwischen Metz und Château-Salins, etwa fünf Kilometer östlich des Flughafens Metz-Nancy-Lothringen.

## Geschichte
Das Dorf geht auf gallorömische Zeiten zurück und hat damals vermutlich Luppiacum geheißen. Der Ort liegt in der Nähe einer Römerstraße und gehörte früher zum Bistum Metz. Das Holz des Dachstuhls im Metzer Dom stammt aus den Wäldern um Luppy.
Die blauen Sparren auf goldenem Grund symbolisieren das Saulnois, Stock und Muscheln sind die Attribute der Pfarreipatrone St. Christoph und St. Jakob.
Durch den Frankfurter Frieden vom 10. Mai 1871 kam die Region an Deutschland und das Dorf wurde dem Landkreis Metz im Bezirk Lothringen des Reichslandes Elsaß-Lothringen zugeordnet. Die Dorfbewohner betrieben Getreidebau und Viehzucht.
Nach dem Ersten Weltkrieg musste die Region aufgrund der Bestimmungen des Versailler Vertrags 1919 an Frankreich abgetreten werden. Im Zweiten Weltkrieg war die Region von der deutschen Wehrmacht besetzt und stand unter deutscher Verwaltung.
1915–1919 und 1940–1944 trug der Ort den eingedeutschten Namen Luppingen.

### Bevölkerungsentwicklung
| Jahr      | 1962 | 1968 | 1975 | 1982 | 1990 | 1999 | 2007 | 2019 |
| Einwohner | 285  | 285  | 287  | 390  | 461  | 483  | 483  | 573  |

## Sehenswürdigkeiten

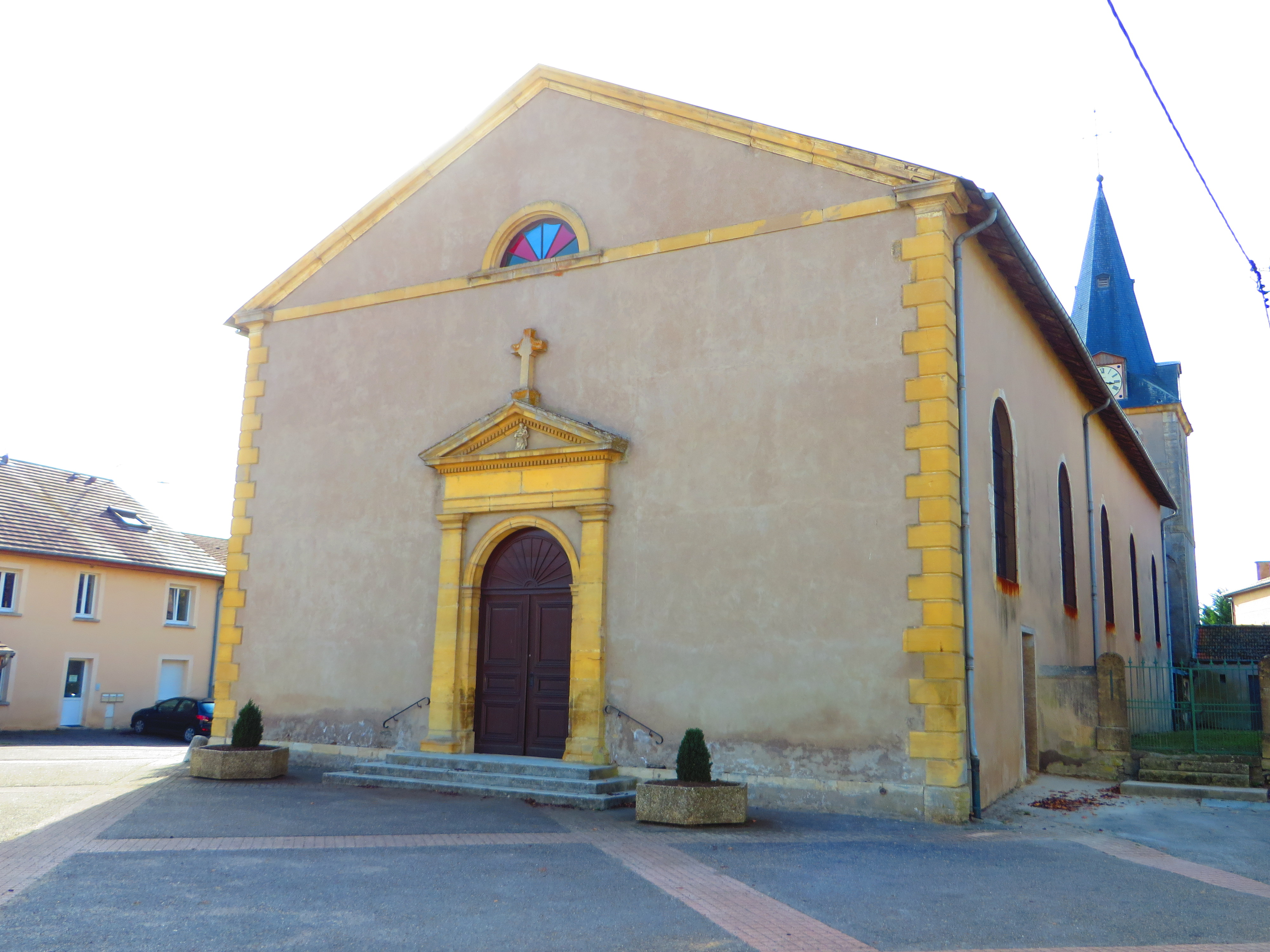
Kirche Saint-Jacques-le-Majeur und Saint-Christophe
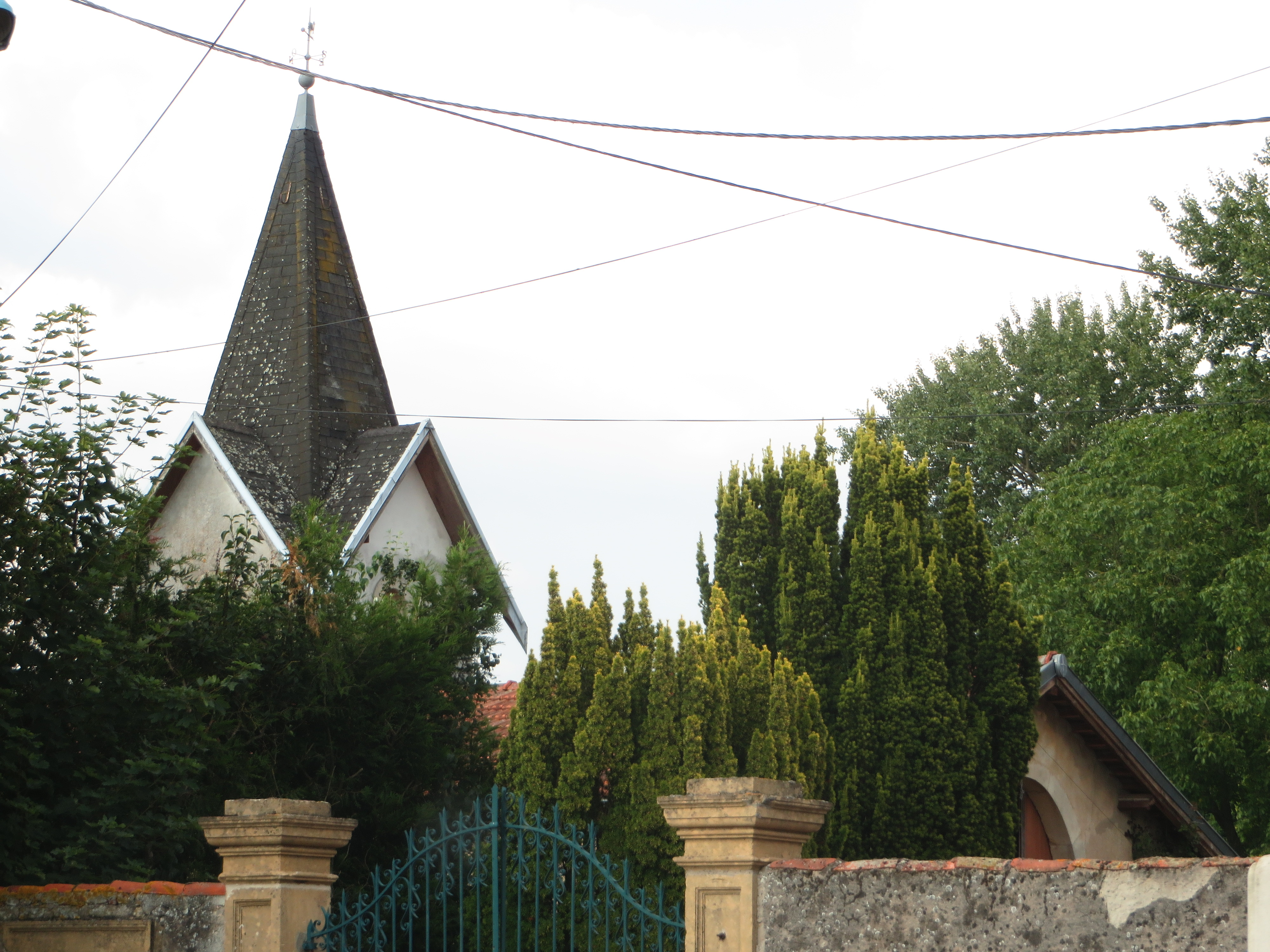
Ehemalige Burgkapelle
Marienstatue
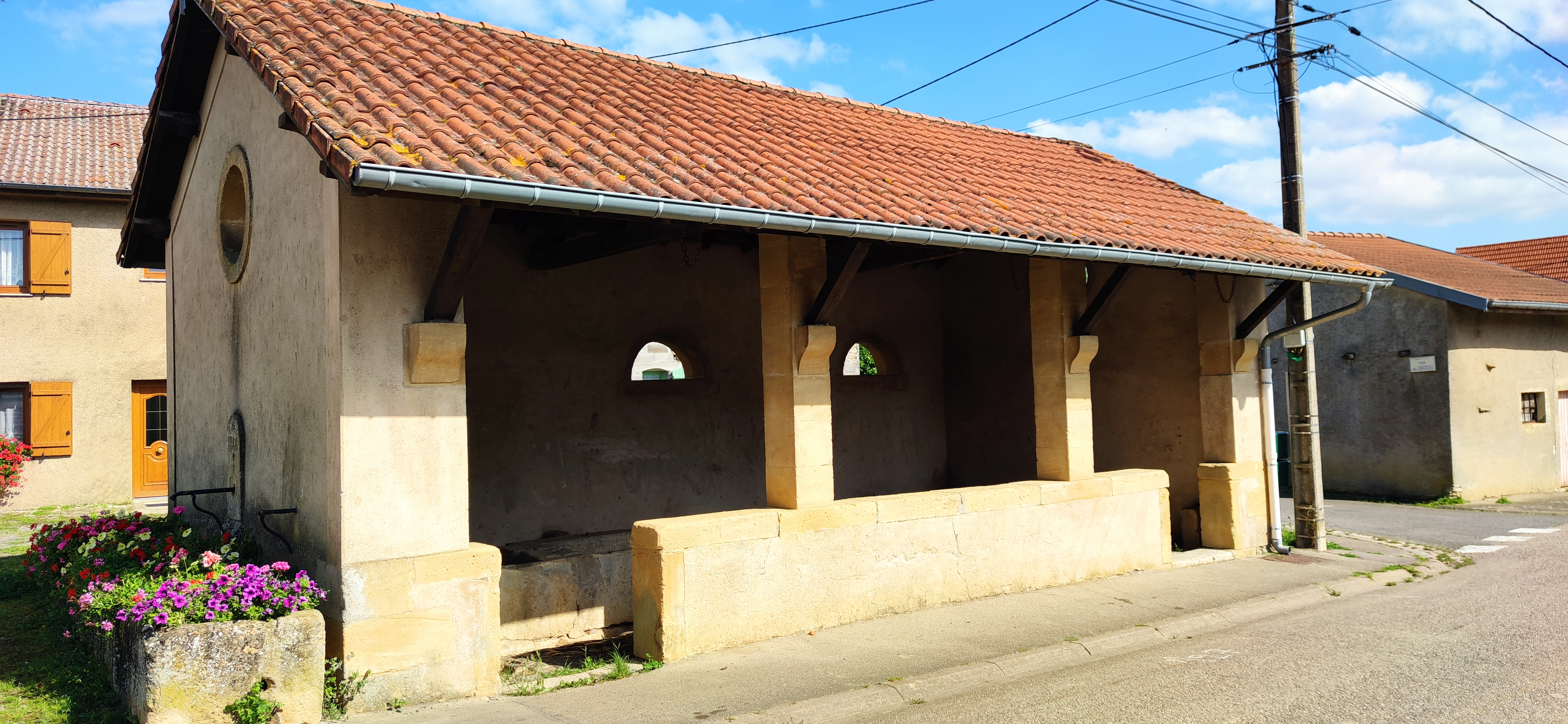
Ehemaliges Waschhaus
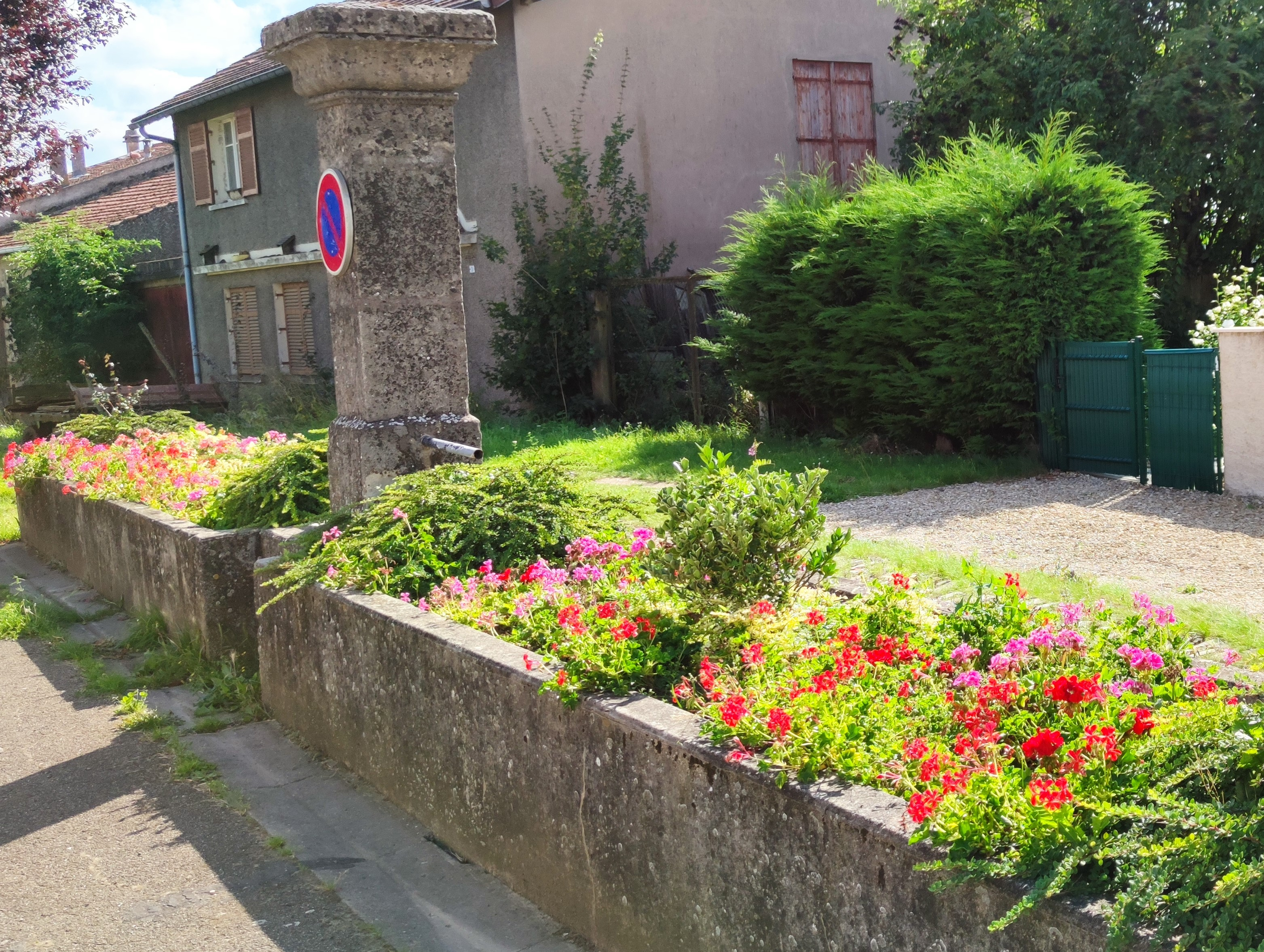
Brunnen

## Belege
1. 1 2  Eugen H. Th. Huhn: Deutsch-Lothringen. Landes-, Volks- und Ortskunde, Stuttgart 1875, S. 292 (google.books.de).
2. ↑  Wappenbeschreibung auf genealogie-lorraine.fr (französisch)